# Adinandra subsessilis
Adinandra subsessilis là một loài thực vật có hoa trong họ Pentaphylacaceae. Loài này được Airy Shaw mô tả khoa học đầu tiên năm 1939.